# Marcus Claudius Marcellus
.
Marcus Claudius Marcellus (Kr. e. 268 előtt – Kr. e. 208) római politikus, hadvezér, Syracusae elfoglalója, ötszörös consul volt. Családja a plebeius Claudiusok közé tartozott, és ő volt az első illusztris tagja.

## Korai karrierje
Ifjúságáról és szüleiről nem sokat tudunk, mindössze annyit, hogy édesapját szintén Marcusnak hívták. Plutarkhosz egyik közlése alapján tudjuk, hogy valamikor Kr. e. 268 előtt született. Nevelésében alapvetően a katonáskodásra helyezték a hangsúlyt, így a többi területen meglehetősen kevés érdemmel rendelkezett. A harctéren viszont annál kiemelkedőbb eredményekkel büszkélkedhetett már zsenge ifjúkorától fogva. Mindig az ellenfél legbátrabb katonáit szemelte ki magának párharcra, és sorra aratta győzelmeit. Egy alkalommal az első pun háború idején a bátyját mentette meg. Harctéri érdemei azonban nem nyitották meg számára a magistratusi pályát.
Első hivatala az aedilis curulisi magistratura volt Kr. e. 226 körül. Hivatali évében vádat emelt kollégája, Caius Scantilius Capitolinus ellen, aki visszataszító ajánlatokat tett fiának, a később szintén magas rangot elérő Marcusnak. A Capitolinusra kiszabott súlyos bírságból Marcellus templomi edényeket vásárolt. Ekkoriban nyerte el az auguri méltóságot is.

## Első consuli éve
Consulságot először Kr. e. 222-ben viselt. Az észak-itáliai gallokkal vívott háború már a végéhez közeledett az előző évben Caius Flaminius és Publius Furius consulok által kivívott győzelmeknek köszönhetően: a boiokat már pacifikálták, az insuberek pedig békét kérve követeket menesztettek Rómába. Marcellus és kollégája, Cnaeus Cornelius Scipio Calvus azonban elutasította a békefeltételeket, mire az insuberek az Alpok északi oldaláról áthívták szövetségeseik, a gaesaták 30 000 harcosát. A consulok betörtek a Pó-síkságra és ostrom alá vették Acerrae városát, mire a kelták válaszul átkeltek a folyón, és Clastidiumot támadták meg. A tízezres különítményt Marcellus semmisítette meg nagyszámú lovasság és kis gyalogság élén, vezérüket, Britomartust/Viridomarust saját kezűleg vágta le. Ezután csatlakozott Scipióhoz, és közösen bevették Acerrae-t majd Mediolanumot (ma Milánó), a térség legnagyobb városát.
Az insuberek végül feltétel nélkül megadták magukat. Bár mindkét consulnak nagy érdemei voltak a gall háború befejezésében, csak Marcellust jutalmazták triumphusszal, amit a legyőzött gaesata királytól zsákmányolt fegyverek tettek még látványosabbá. Marcellus Viridomarus fegyverzetét spolia opimaként Iuppiter Feretrinusnak ajánlották fel – ilyesmire a római történelem során mindössze háromszor volt példa.

## A II. pun háborúban
Marcellusról ezután nem lehetett hallani mindaddig, amíg Hannibal be nem tört Itáliába, és a Trasimenus-tónál vívott ütközetben hatalmas győzelmet nem aratott. Nagy szükség volt hát a képzett, tapasztalt katonákra a vezetésben, így Kr. e. 216-ban Marcellust praetorrá választották. Alapvetően Szicíliát jelölték ki provinciájának, azonban még Ostiában, készülődés közben érte a katasztrofális vereséggel végződő cannaei csata híre. Erre 1500 emberét Róma védelmére küldte, ő maga pedig Canusiumba vonult egy legióval, hogy összeszedje a consuli seregek maradványait. Ezután Campaniába vonult, ahol Suessula mellett táborozott le. Közben Capua megnyitotta kapuit a pun hadsereg előtt, és Nola is így cselekedett volna, ha a helyi rómabarát arisztokraták nem értesítik Marcellust. A praetor nyomban megszállta a várost, és egy váratlan kitöréssel visszaverte Hannibal hadait. Az annalisták által jelentősen felduzzasztott győzelem hatása inkább lélektani volt: a karthágóiak elszenvedték első vereségüket.
Nolából az ellenpárt hetven vezetőjének kivégzése után visszavonult támaszpontjára, Suessulába. Casiliniumot már nem tudta megmenteni sem ő, sem Tiberius Sempronius Gracchus. Nemsokára Marcellust Rómába hívták tanácskozásra Lucius Junius Pera dictatorral és Gracchusszal, a magister equitummal. Marcellus végül proconsuli imperiumot kapott, és Campaniába vonult. Eközben érkezett meg a Gallia Cisalpina területén elesett Postumius consul halálhíre, mire a nép egyöntetűen Marcellust kiáltotta ki utódjának. A senatusnak azonban nem akaródzott egyszerre két plebejus consult látni a hatalmon, ezért rossz ómenekre hivatkozott, Marcellus pedig le is mondott, és folytatta campaniai hadműveleteit.
Kr. e. 215 folyamán legnagyobb eredménye az volt, hogy Nolát ismét felszabadította az ostrom alól, noha Hannibal hadai éppen ekkor kaptak erősítést Hanno vezetésével. Ha hihetünk a római történetíróknak, nem is kis veszteséget okozott a punoknak. Sikerét számos numidiai és hispaniai lovas átállása követte.

## A III. consuli év
Kr. e. 214-ben Marcellus lett a consul Fabius Maximusszal. Bár mindketten kiváló hadvezérek voltak – Livius szerint ilyen illusztris párost még látott a világ – nem értek el jelentősebb eredményt. Marcellus ismét Nola környékén állomásozott, és harmadszor is visszaverte a támadókat. Miután Hannibal elindult Tarentum felé, a római seregek átmentek támadásba, és a kicsiny, ám fontos casiliniumi helyőrség ellen vonultak. A kis garnizon makacsul ellenállt, végül Fabius előtt kapitulált. Elvonulásukkor Marcellus a katonákra tört, és zömüket lemészárolta. Nolából ezután Szicíliába menesztették, ahol nagy szükség volt a beavatkozásra.

## Harcok Szicíliában
Szürakuszai (latinosan Syracusae) városában ugyan egy összeesküvés végzett Hierón királlyal, Hannibál szövetségesével, azonban a városban két karthágói, Hippokratész és Epiküdész vette kezébe az irányítást. Ők Marcellus érkezésekor jelentős erőket irányítottak Leontinoiba, azonban képtelenek voltak megvédeni a várost. A rohammal bevett település lakóit megkímélték, ám Marcellus hidegvérrel kivégeztetett 2000 római dezertőrt. Ezzel a vérengzéssel elidegenítette Szicíliát a római ügytől, és Szürakuszai megnyitotta kapuit a menekülő Epiküdész és Hippokratész előtt, a városban pedig egyértelműen a punbarát erők vették át a hatalmat.
Marcellus mind a szárazföld, mind a tenger felől szakadatlanul ostrom alatt tartotta a várost, ám rengeteg hadigépe nem vehette fel a versenyt a városban tartózkodó Arkhimédész alkotásaival. A sorozatos kudarcok után a consul végül felhagyott az ostrommal, és blokád alá vonta a várost, melynek felügyeletét Appius Claudius helytartóra bízta. Ő maga a sziget többi részén hadakozott: bevette Helorus és Herbessus városát, Megarát pedig porig rombolta. Acrae-nál megverte Hippokratészt, azonban arra már képtelen volt, hogy megakadályozza Himilco pun vezért Agrigentum bevételében. Himilco egyébként szürakuszai táborába szorította vissza Marcellust, ahol azonban nem tudott hozzáférni a római hadsereghez. Ez az állapot nem volt kedvező: a punok bevették Murgantia városát, ahol fontos készleteket helyeztek el a rómaiak, az erős Ennai erőd kapitulációját pedig csak úgy tudták megakadályozni, hogy Lucius Pinarius helytartó barbár módon lemészároltatta a lakosságot. Ezzel még inkább a rómaiak ellen hangolták a helyi lakosságot.

### Szürakuszai bevétele
Szürakuszai ostroma egészen Kr. e. 212-ig elhúzódott, és úgy tűnt, hogy véget sem fog érni, ugyanis a város tenger felőli részei gyakorlatilag szabadon kapcsolatot tarthattak a külvilággal. Ekkor azonban Marcellus felfedezett egy jobban hozzáférhető falszakaszt, és hosszas készülődés után egy városi ünnepséget követő éjszakán bejáratot nyitott rajta. Ezzel a város egy része (Tükhé és Neapolisz negyedek) a kezébe került, ahol szabad rablást engedélyezett, ám Epiküdész továbbra is tartotta az Ortügia szigetén épült fellegvárat, valamint az Akhradina negyed két erődjét.
Marcellus bevette az Eurüalosz nevezetű erősséget, amikor megérkezett Himilco és Hippokratész azzal a szándékkal, hogy felmentse Epiküdészt, azonban Marcellus táborát többszöri próbálkozás után sem sikerült elpusztítaniuk. Nemsokára kitört a pestis, ami mindegyik hadviselő félnek nagy veszteségeket okozott. A punok vezérei, Himilco és Hippokratész is odavesztek, mire a sereg felbomlott. Epiküdész időközben elhagyta Szürakuszait, de a tisztjei még sokáig kitartottak.
Végül egy Mericus nevű hispaniai zsoldos árulása segítette a rómaiakat a győzelemhez: az Akhradina negyed kapuit megnyitotta a beözönlő rómaiak előtt, akik egyúttal a szigetet is megszerezték. A városban temérdek kincset és műalkotást raboltak, és bár a helyiek életét megkímélték, sokakat rabszolgaságba kényszerítettek. Marcellus kegyességét a legtöbb antik szerző eltúlozta: a hadvezér maga is kivette a részét a rablásból, hogy a rá váró diadalmenetet minél díszesebbé tehesse. Arkhimédész is ekkor lelte halálát.

### A harcok jutalma
Szürakuszai elestével nem fejeződött be a szigeten zajló háborúskodás. Epiküdész és Hanno jelentős erőkkel rendelkezett Agrigentumban, és Mutines numidiai lovassága a belső területeket dúlta. Marcellus ez utóbbi távollétében lecsapott Hannóra és Epiküdészre, akiknek seregeit szétverte. Kr. e. 211-ben végül érthetetlenül hirtelen ment vissza Rómába: a főparancsnokságot átadta Marcus Cornelius praetornak, pedig Mutines hadserege érintetlen volt, Agrigentum pedig megmaradt pun kézben. Mivel nem tett pontot a háborúskodás végére, nem kapott triumphust, csak egy ovatiót szavazott meg neki a senatus. Hogy kárpótolja magát és a tömeget, az ovatio előtt a Mons Albanuson pazar diadalmenetet tartott, de még ovatiója is pompásabb volt sokak triumphusánál.

## A IV. consuli év
Nem sokkal ovatiója után, Kr. e. 210-ben negyedik alkalommal is consuli hivatalt töltött be. Alighogy beiktatták, széles körű felháborodáshullámmal kellett szembenéznie. Hiába magasztalták a későbbi történetírók könyörületességét és belátását, eljárása (a mészárlások, fosztogatások) több kortársa számára feleslegesen kemény és brutális volt. A panaszkodó szicíliai városok követeit a senatus jelentős része támogatta. A testület végül nem marasztalta el a consult, de azt elérte, hogy a két consul provinciát cseréljen (Marcellus számára ugyanis Szicíliát sorsolták ki, de végül az itáliai hadszíntérre került). Érdekes módon ezután Szicília városai minden alkalmat megragadtak, hogy kedveskedjenek a hadvezérnek. Szürakuszai a Marcellusok családjának védnöksége alá helyezte magát, a hódítónak szobrokat állítottak, és évente fesztivált rendeztek a tiszteletére (Marcellea).
Marcellus Apuliában vonta össze seregeit, és az előkelő Blasius árulása nyomán bevette Salapia városát, majd Samnium két helyőrségét. Közben Hannibal meglepte és elpusztította Cnaeus Fulvius hadait Herdoneánál, mire Marcellus támadásba lendült. A két hadsereg Numistrónál, Lucaniában csapott össze. Az ütközet feltehetően döntetlenre végződött, azonban a rómaiak szerint győzelmet arattak. Az év hátralevő részében Marcellus követte ellenfelét, ám a csatákat gondosan kerülte. Kr. e. 209-ben proconsulként folytatta a hadműveleteket Fabius Maximus és Fulvius Flaccus consulokkal közösen. Canusiumnál mérte össze erejét Hanniballal, ahol a források szerint három csata is lezajlott gyors egymásutánban: az első eldöntetlenül végződött, a másodikban a rómaiak súlyos veszteségeket szenvedtek, a harmadikban azonban elsöprő győzelmet arattak. Hannibal hadseregével zavartalanul elindulhatott Bruttium felé, Marcellusnak nem maradt elég ereje az üldözésre. Sőt olyan nagyok voltak a veszteségei, hogy az egész évet Venusia városában töltötte elsáncolva, míg a punok szabadon vonultak fel-alá Dél-Itáliában. Ez a magatartás Rómában elégedetlenkedést váltott ki, az egyik néptribunus még azt is javasolta, hogy Marcellust fosszák meg parancsnokságától. Ennek hallatán a hadvezér azonnal a fővárosba sietett, és olyan sikeresen védte meg magát, hogy a következő évre, immár ötödik alkalommal, megválasztották consulnak. Mielőtt hivatalba lépett volna, még Etruriában lecsillapította a lázadással fenyegető arretiaiakat.

## Az V. consuli év
Mivel Kr. e. 208-ban a beiktatás idején kedvezőtlen előjeleket, rossz ómeneket találtak az augurok, a procedúra elhúzódott, hogy az ezekből származó esetleges negatívumokat megelőzzék és kiküszöböljék. Marcellus ismét a venusiai erők élére állt, és nemsokára consultársa, Tullius Quintius Crispus is csatlakozott hozzá. A római csapatok Venusia és Bantia között sorakoztak fel, nem messze Hannibal táborától. A két római hadtest között egy fás domb húzódott, amelynek felderítése közben súlyos hibát követtek el: a római lovasság egy sokkal népesebb numidiai lovascsapatba ütközött, akik lemészárolták őket. Az összecsapásban Marcellus is odaveszett: testét lándzsával döfték át. Társát súlyos sérülésekkel menekítették ki a helyszínről. Hannibal ellenfelének holttestével mély tisztelettel járt el, és minden végtisztességet megadatott neki. Hamvait végül Rómába küldte Marcellus fiának.

## Megítélése
Marcellus az egyik legvégletesebben megítélt ókori személyiség, ennek egyik fő oka pedig nagy valószínűséggel fiának halotti beszéde, ami ugyan elveszett, de a történetírók felhasználták. Livius és Plutarkhosz bőségesen részletezte győztes ütközeteit, Polübiosz azonban kijelenti művében, hogy Hanniballal szemben egyszer sem aratott győzelmet. Kegyességét és emberségességét a leontinói és ennai mészárlások ellensúlyozzák (ez utóbbit nem ő rendelte el, de mélységesen helyeselte). Livius megőrizte a szicíliai görögség egy korabeli szállóigéjét: inkább süllyedjen el a sziget a tengerben, vagy emésszék fel az Etna lángjai, semhogy ismét Marcellus irgalmára bízzák. Még legkritikátlanabb tisztelője, Plutarkhosz is beismeri, hogy műveltsége és képzettsége hiányos volt. Személyisége talán
a leginkább a bátor, kitűnni vágyó, de faragatlan, makacs katonaként írható le, akiből hiányzott a megfelelő körültekintés és más kifinomultabb erények.